# 알토 클라리넷
알토 클라리넷(alto clarinet)은 클라리넷류의 악기이다.
이것은 보통 기음(記音)보다 장6도 낮은 내림조를 말하며, 음빛깔은 매우 감미로워 바셋·호른의 파트를 연주한다든가 취주악 등에서 쓰고 있으나, 오늘날에는 대체로 내림나조의 색소폰이 그 지위를 차지하였다.